# Glauco Coretti
Glauco Coretti (Genova, 1922 – Milano, 30 marzo 2008) è stato un fumettista italiano.

## Biografia
Iniziò la sua attività di disegnatore nel campo dell'animazione collaborando anche alla realizzazione del film La rosa di Bagdad ed esordendo nel campo dei fumetti nel 1942 collaborando alla rivista Topolino con la storia Martino, cavaliere errante. Decise di concentrarsi però all'attività di animatore, collaborando con lo studio di Nino e Toni Pagot fino al 1965 realizzando in questo periodo anche animazioni per il programma Carosello e cortometraggi pubblicitari a colori per il grande schermo.
Ritornò a occuparsi di fumetti nel 1965, iniziando una lunga collaborazione con la casa editrice Astorina, realizzando fino al 1986, quando mise fine all'impegno, un centinaio di storie della serie Diabolik, spesso collaborando con Franco Paludetti e con Enzo Facciolo fra le quali anche Diabolik, chi sei?, una delle più famose della serie.